# Фрэнкс, Филипп
Филипп Фрэнкс — английский театральный режиссёр и актёр, известный по ролям в британских телевизионных сериалах. Родился 2 февраля 1956 года в Лондоне.
Впервые с театром Фрэнкс, по его словам, по-настоящему познакомился в возрасте шести лет, посетив с родителями пьесы «Буря» и «Гамлет» Уильяма Шекспира. После чего осознанно решил стать актёром.
Фрэнкс — актёр как театра, так и кино, в 1994 году он участвовал в съемках одноимённого телесериала по мотивам романа Чарльза Диккенса «Мартин Чезлвит».